# Ferenc Sipos
Ferenc Sipos (Budapest, 13 de desembre de 1932 - Budapest, 17 de març de 1997) fou un futbolista hongarès de la dècada de 1960 i entrenador.
Destacà defensant els colors de MTK Hungária FC i Budapest Honvéd FC. Fou 77 cops internacional amb la selecció d'Hongria, amb la qual disputà la Copa del Món de futbol de 1958, 1962 i 1966, i l'Eurocopa de 1964.